# Castromocho
Castromocho és un municipi de la província de Palència a la comunitat autònoma de Castella i Lleó (Espanya). Limita amb Fuentes de Nava, Baquerín de Campos, Torremormojón, Villerías de Campos, Boada de Campos, Capillas, Villarramiel i Abarca de Campos.

## Demografia
| 1991 | 1996 | 2001 | 2004 |
| ---- | ---- | ---- | ---- |
| 306  | 277  | 251  | 258  |